# Sphingnotus
Sphingnotus – rodzaj chrząszczy z rodziny kózkowatych i podrodziny zgrzypikowych. 

## Zasięg występowania
Przedstawiciele tego rodzaju występują na Wyspach Salomona,  Nowej Gwinei, Archipelagu Bismarcka, Molukach, Wyspach Aru oraz Wyspach Kai.

## Systematyka
Do Sphingnotus należą 3 gatunki:
- Sphingnotus dunningi
- Sphingnotus insignis
- Sphingnotus mirabilis